# Tao
Pojam Tao pojavljuje se najviše u vezi s imenom filozofa Lao-Cea, rođenoga god. 604. prije nove ere. Ali ovaj pojam je stariji negoli filozofija Lao-Cea. On ide zajedno s izvjesnim predstavama stare narodne religije o Taou «putu» neba. Pojam Taoa odgovara vedanskoj rti. Značenja Taoa su: put, metoda, princip, prirodna snaga ili životna snaga, zakoniti prirodni procesi, ideja svijeta, uzrok svih pojava, ono što je pravo, ono što je dobro, moralni svjetski poredak. Neki prevoditelji prevode Tao čak i s izrazom Bog.